# Washingtonie vláknitá
Washingtonie vláknitá (Washingtonia filifera) je palma z čeledi arekovitých (Arecaceae). Jejím původním prostředím jsou jihozápadní Spojené státy americké a mexická Baja California. Dorůstá výšky 15–20 m, šířka koruny je 3–6 metrů. Jedná se o stálezelený strom s robustním sloupovitým kmenem a vějířovitými listy pokrytými voskovou vrstvou.

## Využití
Indiáni konzumovali plody této palmy, ať už syrové, či vařené. Také z nich mleli mouku, kterou používali při pečení. Některé kalifornské indiánské kmeny (např. Cahuilla) si z listů vyráběli obuv, pokrývali jimi střechy a pletli z nich košíky. Z kmenů těchto palem se vyrábělo kuchyňské náčiní.

## Pěstování a výskyt
Washingtonie vláknitá se často pěstuje jako okrasná dřevina. Jedná se o poměrně odolnou palmu, která bez většího poškození snáší krátkodobý pokles teploty až na - 10 °C. Tomuto druhu se nejlépe daří ve středozemním klimatu, ale jsou k vidění i v oblastech s vlhkým subtropickým podnebím, např. ve východní Austrálii a jihovýchodních USA.